# Televes
Televes è una società galiziana con sede a Conxo, Santiago di Compostela, dedita alla ricerca, progettazione, produzione e commercializzazione di apparecchiature per la ricezione e la distribuzione di radio, televisione, telefonia, Internet e telecomunicazioni.
Nel 2015, Corporación Televés raggruppa più di 20 filiali con 700 trader, con un fatturato di 150 milioni di euro in 90 paesi, che arriva al 60% delle bande non quotate. Televes è una delle tre più grandi aziende del settore in Europa.

## Loghi

Logo originale Tre BBB.

| Arancione Televés RGB 255 163 0 HEX/HTML #FFA300 CMYK 0 41 100 0 Pantone 137 |

Pasouse de Tresbés adottò un logo a forma di diamante con tre lettere minuscole a Televés. Televés utilizza dal 1972 per il logo un colore arancione, Pantone 137.
Negli ultimi anni, con l’internazionalizzazione della società, si decise di togliere l’accento grafico, andando ad utilizzare il nome Televes.
Nel novembre del 2013 Televés pubblicò il suo manuale di loghi aziendali che decreta le norme per far uso del marchio.
Dal 2006 al 2010, corsi di formazione e assistenza tecnica sono stati forniti a installatori e clienti.

## Prodotti

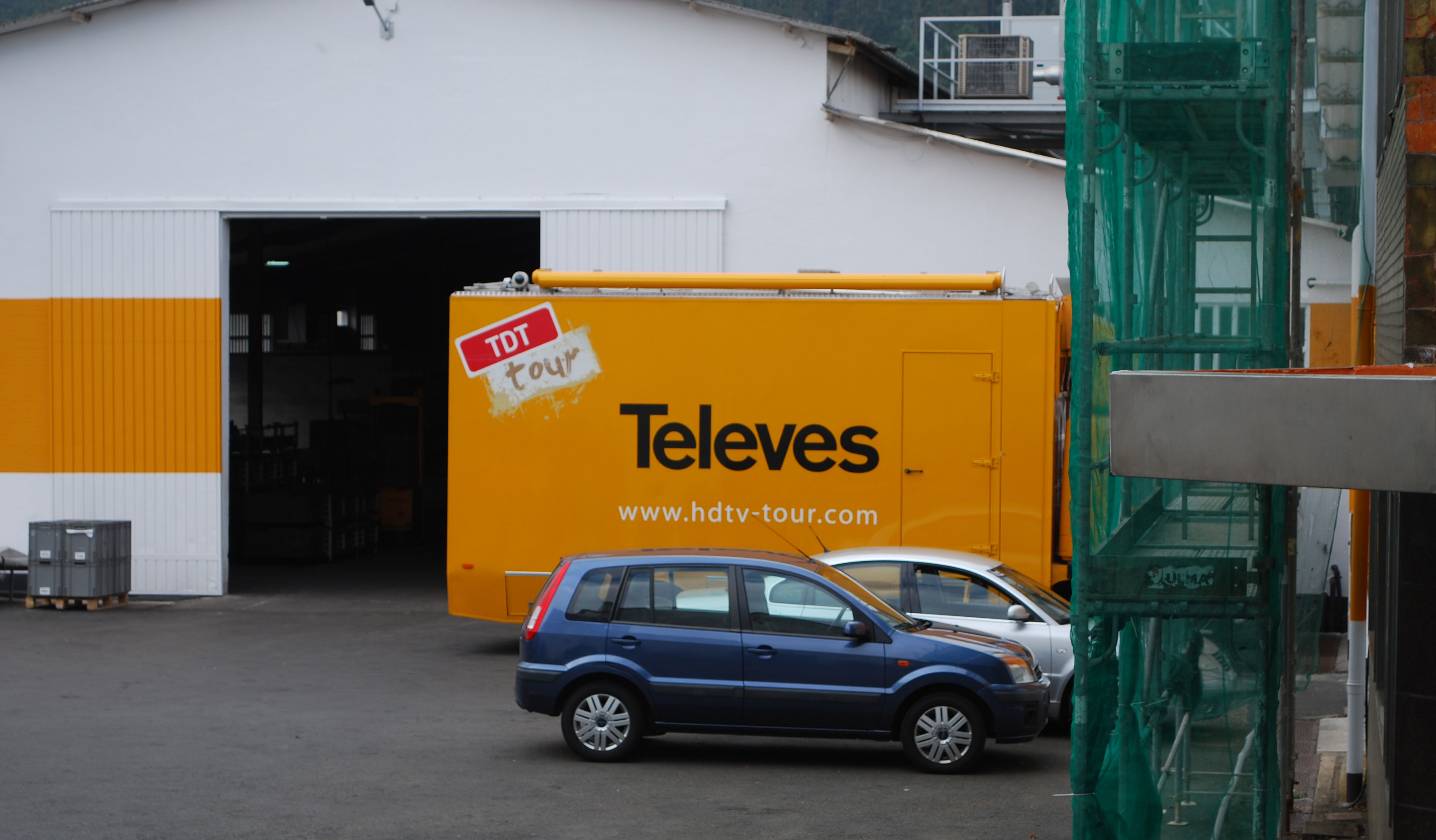

La gamma di prodotti Televés include sia prodotti per realizzare impianti di telecomunicazione, sia software per la progettazione e lo sviluppo, nonché attrezzature di misurazione per assi e certificazioni. Tra i prodotti che l'azienda produce, spiccano i seguenti:
- Antenne: antenne televisive DVB, antenne paraboliche satellitari, torri e accessori.
- Amplificatori: shunt, sintonizzatori, prese TV.
- Cavi: cavo coassiale, cavo di coppia, UTP e fibra ottica.
- Domotica: portatori automatici, sicurezza, domotica.

Misuratori di campo
- Attrezzature per fibra ottica: giuntatrici a fibra ottica, ricevitori ottici.
- Telefonia fissa: inversione di coppia, ferramenta di installazione.

Apparecchi di illuminazione a LED per interni ed esterni.

## Brevetti

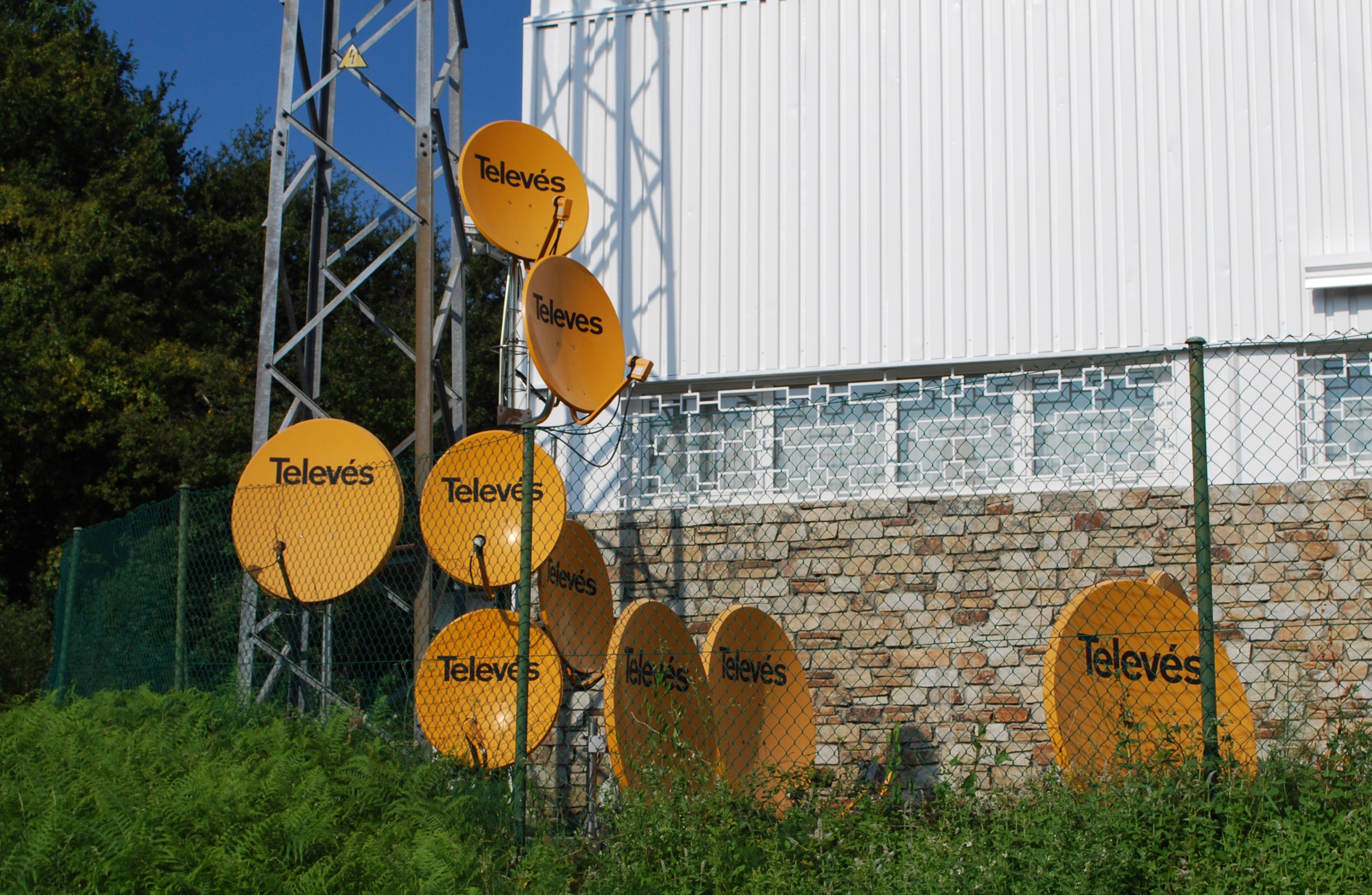
Antena parabolica multi satellitare

l'80% dei prodotti commercializzati da Televes sono stati sviluppati con la propria tecnologia.
Business
Dal 1958, Televés ha presentato i propri progetti basati su R & S in tecnologia di telecomunicazione..
- 1958, primo brevetto dell'azienda.[4].
- 1960, antenne di duralumin.
- 1966, produzione di amplificatori e distributori TV.
- 1970, primi circuiti stampati (PCB).
- 1976, inizio delle pubblicazioni tecniche della compagnia.[5].
- 1983, prima azienda del settore in tecnologia empregar SMD (Surface Mount Technology).[6]. Uso di microprocessori per video.
- 1985, i brevetti di TV satellitare che gestiscono impianti di distribuzione collettiva SMATV.
- 1988, prima fixa antenna parabolica in grado di sintonizzare diversi satelliti.
- 1991, lancio dell'antenna Pro 45. Un'antenna elettronica súa primeira in circuito stampato.
- 1995, una società è associata a DVB.
- 1999, primi processori televisivi Dixital terrestri.
- 2004, software di progettazione per impianti di comunicazione in edifici e case.
- 2008, primo misuratore di campo portatile con elaborazione dixital per HD.
- 2014, la prima azienda del settore a intraprendere l'assemblaggio di componenti elettronici DIE (componenti elettronici senza incapsulamento).[7].
- 2016, la prima azienda del settore a implementare la tecnologia MMIC (circuito integrato monolitico a microonde).[8].

Controversie
Nei primi anni 2000 Fagor Electronics ha denunciato la violazione di numerosi brevetti Nasi Centrais Amplificatori Avant e Avant5.

## Società del gruppo Televés

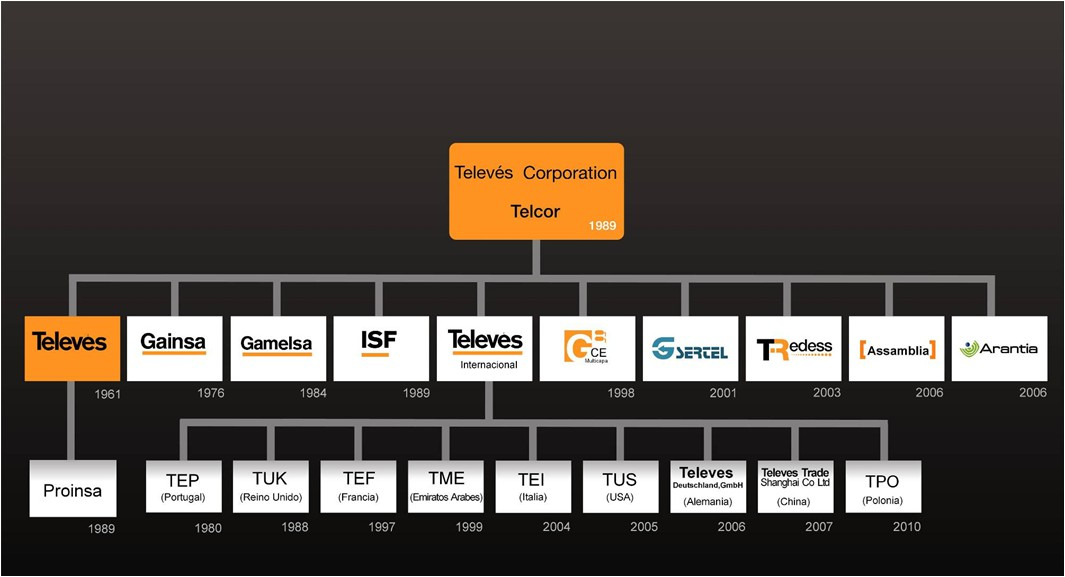
Società del Gruppo Televés e le sue filiali nel 2014.

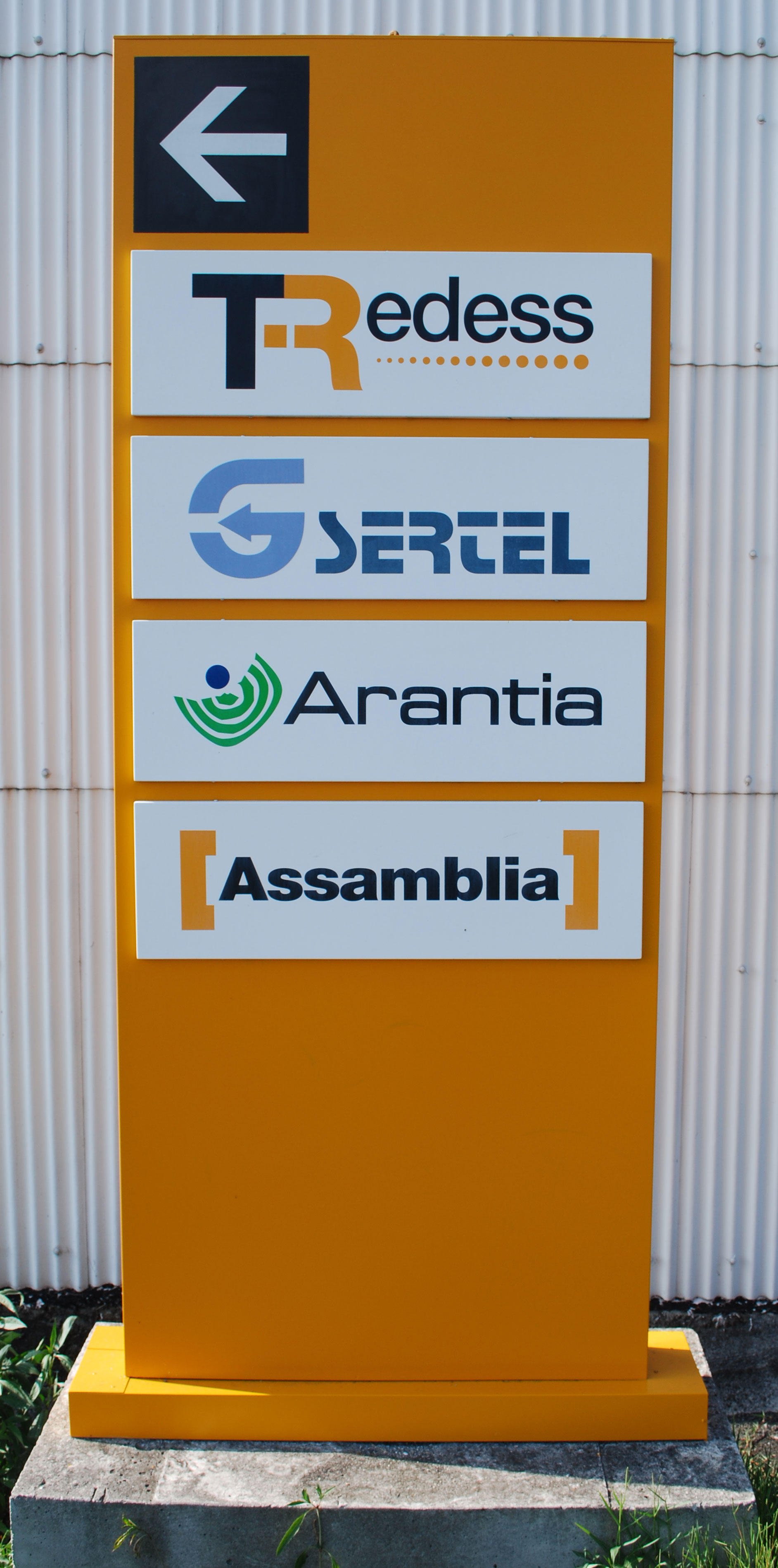

Sin dalla sua fondazione, Televés ha integrato l'intero processo produttivo nella sua organizzazione creando un gruppo di aziende collaboratrici che lavorano per la Televés Corporation e offrendo i suoi servizi ad altre società:
- Itelsis, fondata nel 1989 (nelle sue origini chiamata Intelsis) e dedicata ai servizi di telecomunicazione e che non ha più legami con il gruppo.
- Gainsa è stato creato nel 1976 per la gestione di reti, database, sistemi, applicazioni e software.[10].
- Gamelsa, fondata nel 1984 e dedicata alla produzione di componenti meccanici.
- ISF, fondata nel 1989 e dedicata all'automazione dei processi produttivi e alla robotizzazione delle linee di produzione.
- GCE, fondata nel 1998 e dedicata alla progettazione e produzione di circuiti stampati.
- Arantia, sviluppo e implementazione di piattaforme IPTV, televisione digitale interattiva e voice over IP.
- Assamblia, produzione, riparazione e installazione di apparecchiature elettroniche.
- Gsertel, fondata nel 2001 e dedicata alla produzione di apparecchiature di prova e misure per le telecomunicazioni.
- TRedess, fondata nel 2003 e dedicata alla produzione e all'installazione di reti wireless.
- Preisner, marchio fondato in Germania nel 1992 dai fratelli Jürgen e Klaus Preisner, venduto nel 2007 a Televés e con il quale ha venduto i suoi prodotti e ha iniziato a vendere solo utilizzando Televés come marchio.[11].
- Ladetel, laboratorio approvato per la certificazione di apparecchiature elettroniche.

## Strutture
In Galizia, Televés ha uno stabilimento a Santiago di Compostela e un centro logistico a Sigüeiro, Oroso, inaugurato nel 2006 e ampliato successivamente.
In Portogallo ha un'altra fabbrica nel comune di Maia, Televés Electrónica Portuguesa, Ltda. Ha delegazioni commerciali a Madrid, Barcellona e Las Palmas. Parte della produzione di Televés è prodotta in Cina, come sistemi ottici o ricevitori ottici.
Televés ha delegazioni commerciali in Portogallo, Francia, Italia, Germania, Emirati Arabi Uniti, Cina (Shanghai), Stati Uniti, Polonia, Svezia e Regno Unito.
Nel 2014 ha aperto una delegazione commerciale in Russia.

## Organizzazioni a cui appartiene Televés

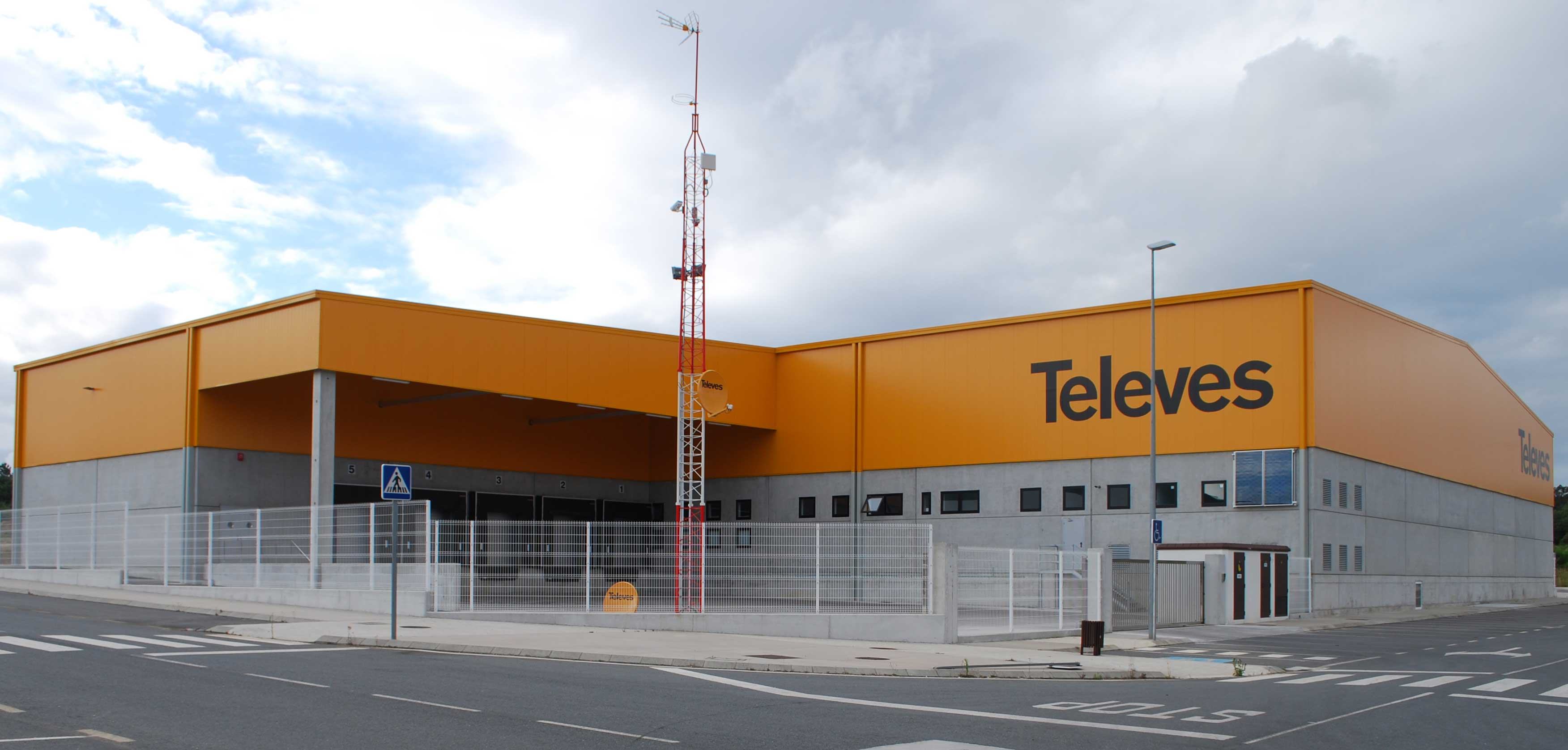
Centro logistico di Televés a Oroso.

Televés è membro permanente del progetto Digital Video Broadcast (DVB) dal 1995 nello sviluppo della tecnologia per la televisione digitale. La società partecipa ad altre partnership tecnologiche:
- Digitag
- Gruppo tv digitale
- Digital Video Broadcasting

Dedom, Comitato spagnolo per la gestione tecnica di edifici e case
- ASIMELEC
- DRM
- Aetic

Forum di marchi famosi della Spagna

## Certificazioni
- AENOR ISO 9001
- Iqnet ISO 9001
- Aenor ISO 14001
- Progetti UNE 166001

## Galleria di immagini

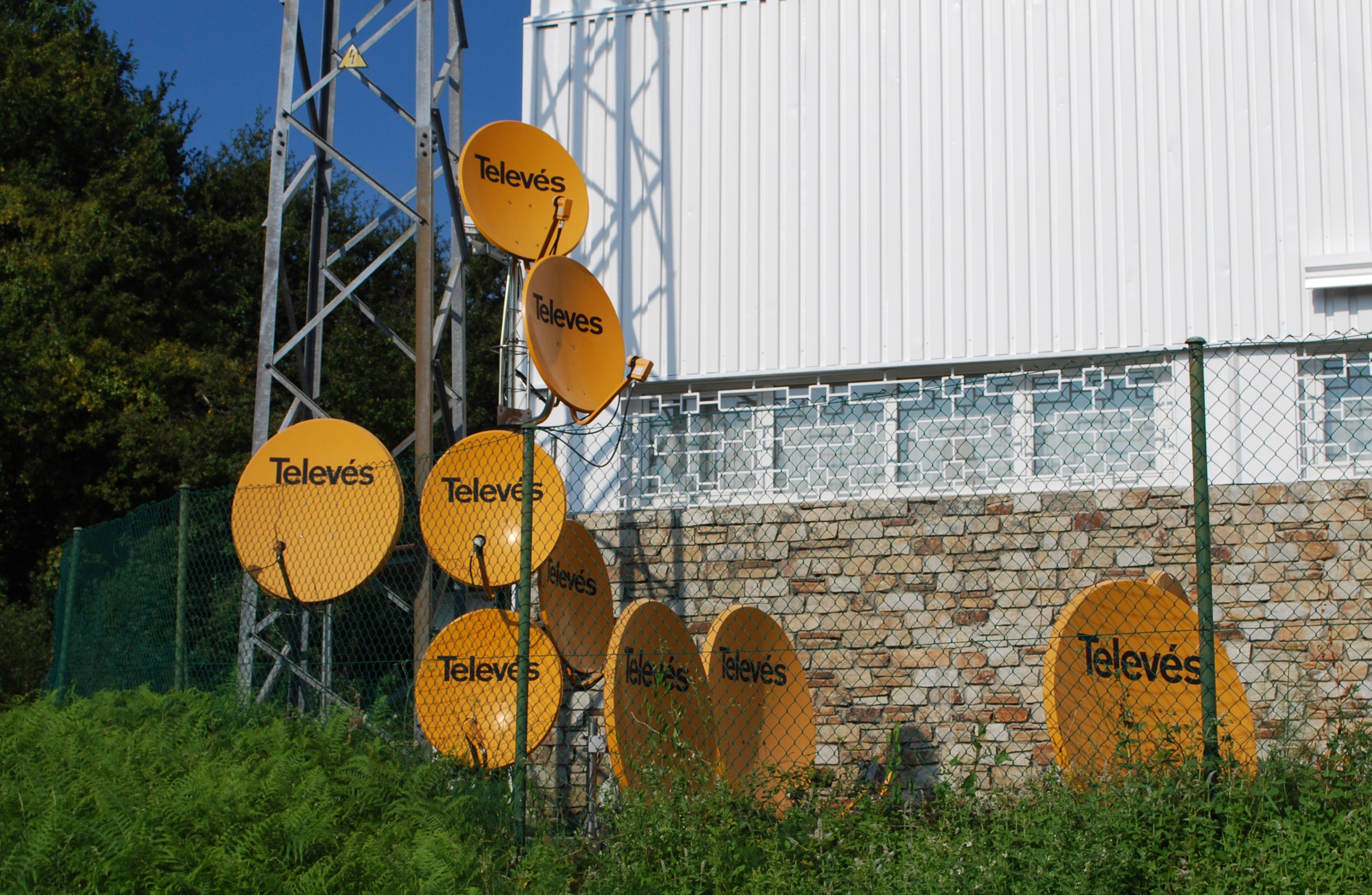
Televés formazione parabolica, Conxo.
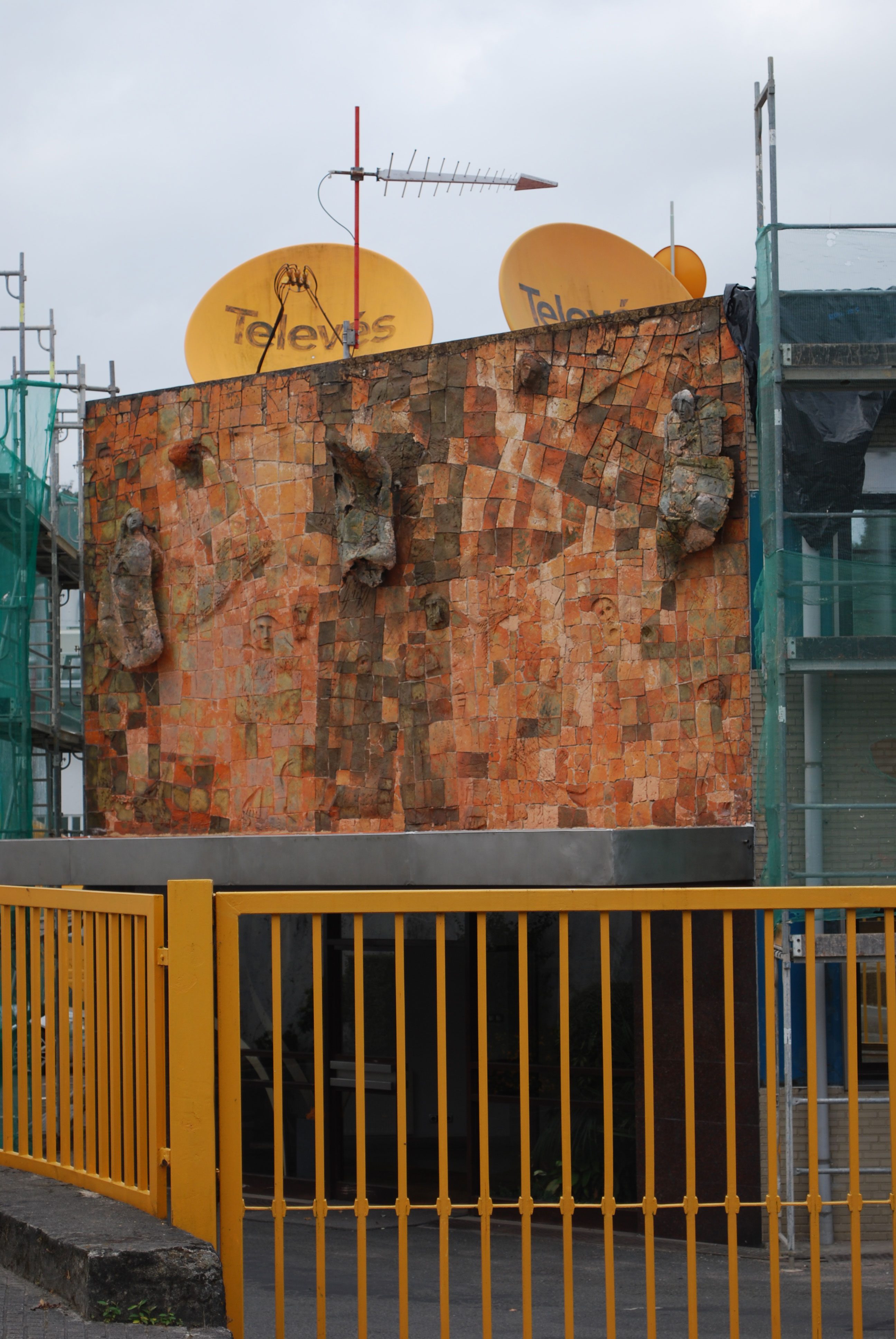
Immagine della fabbrica di Televés a Conxo.
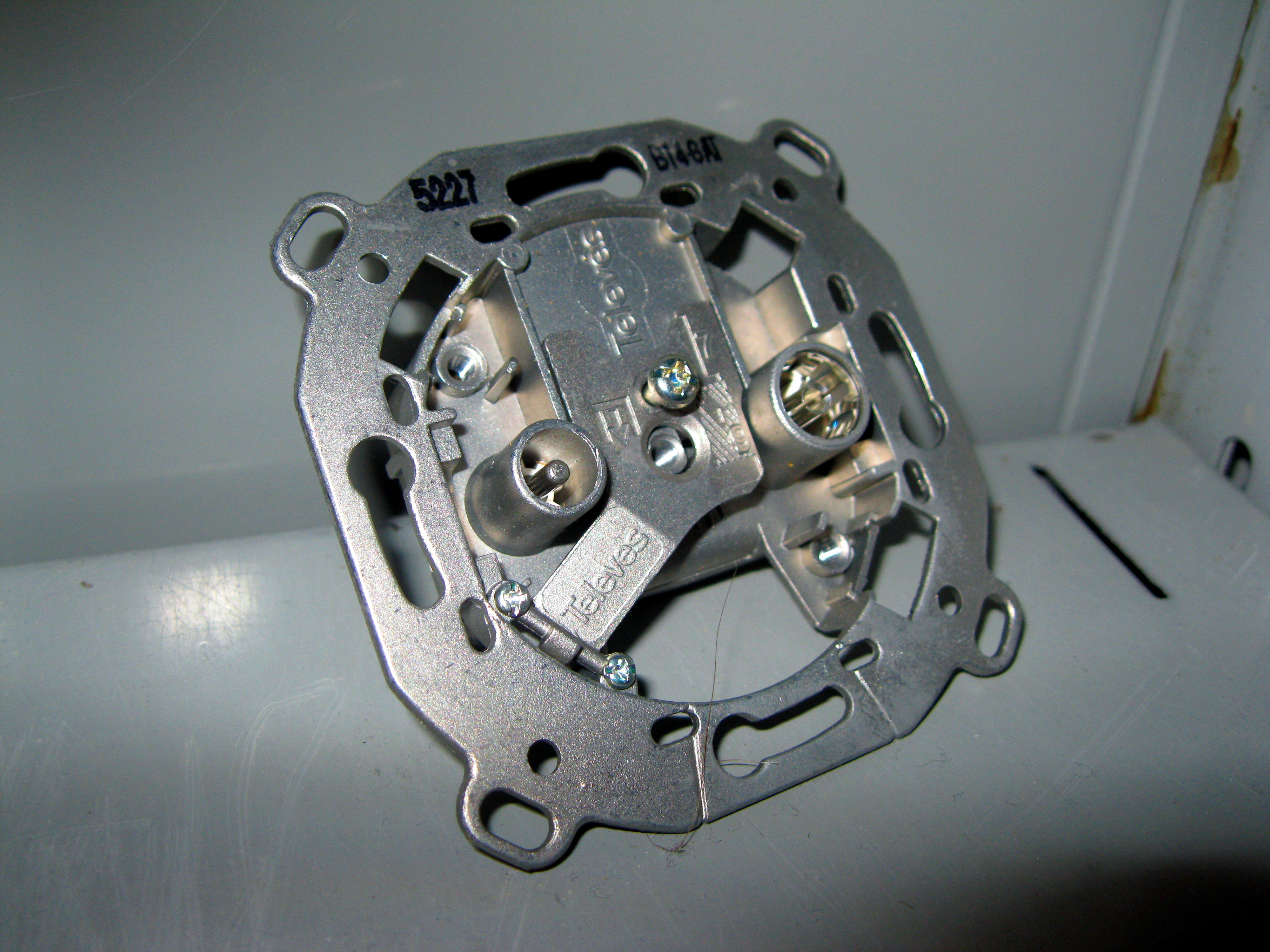